# نبرد سینت‌ها
«نبرد سینت‌ها» (انگلیسی: Saints Row) یک بازی ویدئویی در سبک بازی اکشن-ماجرایی است که توسط تی‌اچ‌کیو و در سال ۲۰۰۶ منتشر شد. «نبرد سینت‌ها» در پلت‌فرم اکس‌باکس ۳۶۰ منتشر شده‌است.